# Port fluvial de Reims
Le port fluvial de Reims, dit Port Colbert, est un port situé sur Canal de l'Aisne à la Marne sur les communes de Reims, Saint-Brice-Courcelles. Ce port est accessible aux modes de transport routier et ferroviaire.

## Histoire

### Le port de l’Antiquité
L'histoire de l'activité fluviale de Reims est ancienne, et remonte au temps des Romains.
Des travaux de recherche archéologique sur le chantier de la ZAC du Vieux Port ont mis au jour des aménagements de la berge de la Vesle constitués par un quai le long de la rivière.

### L’ancien port de Reims
Le premier tronçon Berry-au-Bac – Reims du Canal de l'Aisne à la Marne est inauguré le 26 mars 1848. Cette même année, en 1848, le premier port de Reims est créé au centre de la ville. Les premiers bateaux arrivent le 26 mars 1848, tirés par des chevaux. Ils sont bénis, ainsi que le canal, comme c’est l’usage, par Mr Thomas Gousset.
Ce n’est qu’en 1861, que la partie sud du canal, reliant Reims à Condé-sur-Marne, est terminée. Ses principales activités seront axées sur les arrivages de charbon et sur les matériaux de construction.

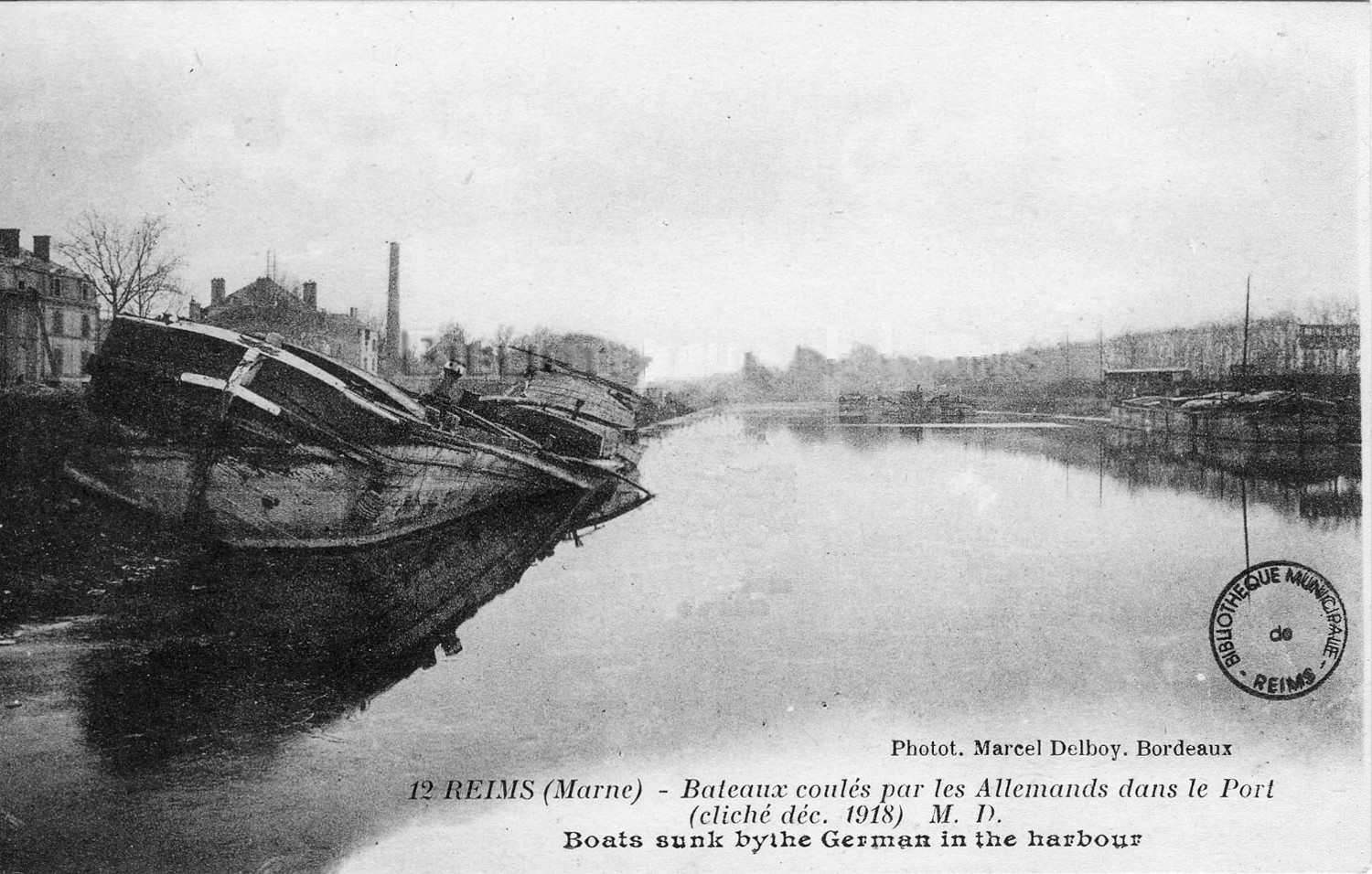
Ancien port de Reims bombardé en 1918.
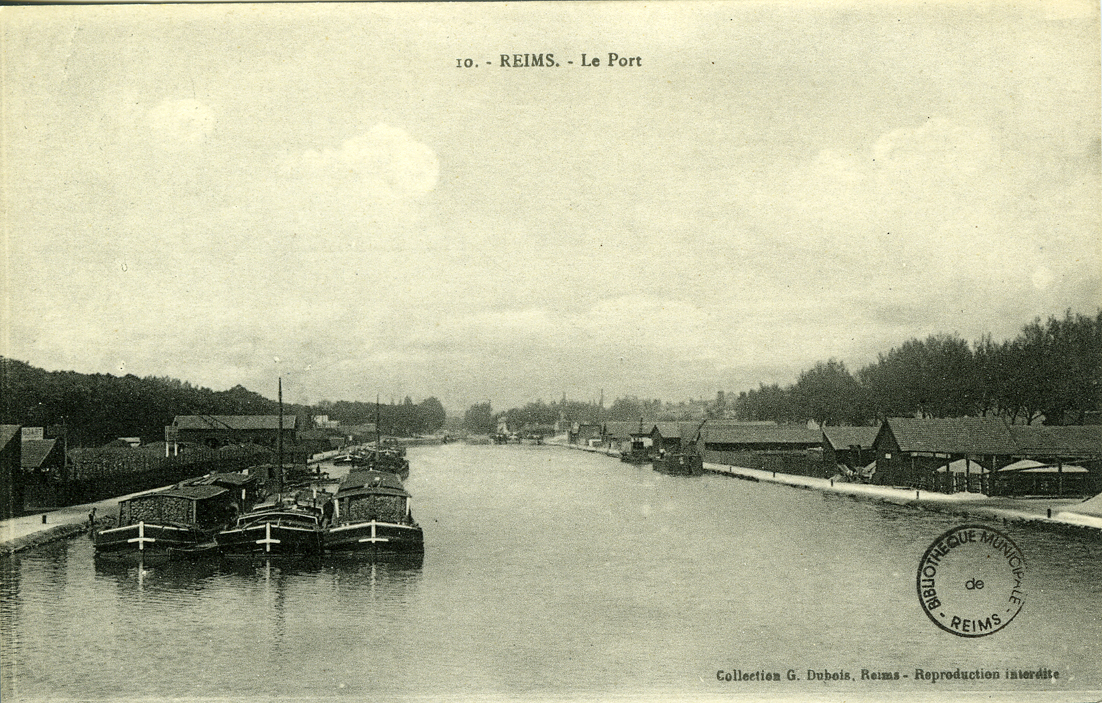
Avec ses entrepots.

### Le nouveau port ou port Colbert
En 1925, des travaux sont entrepris pour créer un nouveau port. La construction se fait en plusieurs étapes et le principal bassin ne sera terminé qu’en 1950. Le nouveau port prendra, en 1951, le nom de Port Colbert,.

## Caractéristiques
Le « gabarit Freycinet » du canal de l’Aisne à la Marne permet au Port Fluvial de Reims d’accueillir des péniches de 250 t et de 1,80 m de tirant d'eau.
Situé au cœur de l’agglomération, les infrastructures du port permettent de desservir le Parc d’activités Colbert et l’Ecoparc Reims Sud.

## Activités
Le port fluvial de Reims est orienté principalement sur le transport de l’acier pour le client ArcelorMittal, des céréales pour le silo Vivescia.

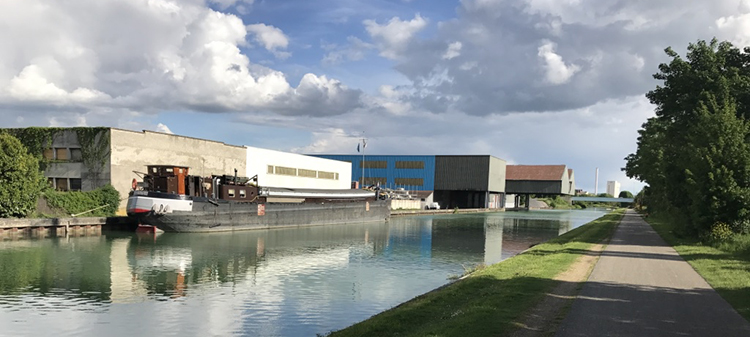
Quai ArcelorMittal.
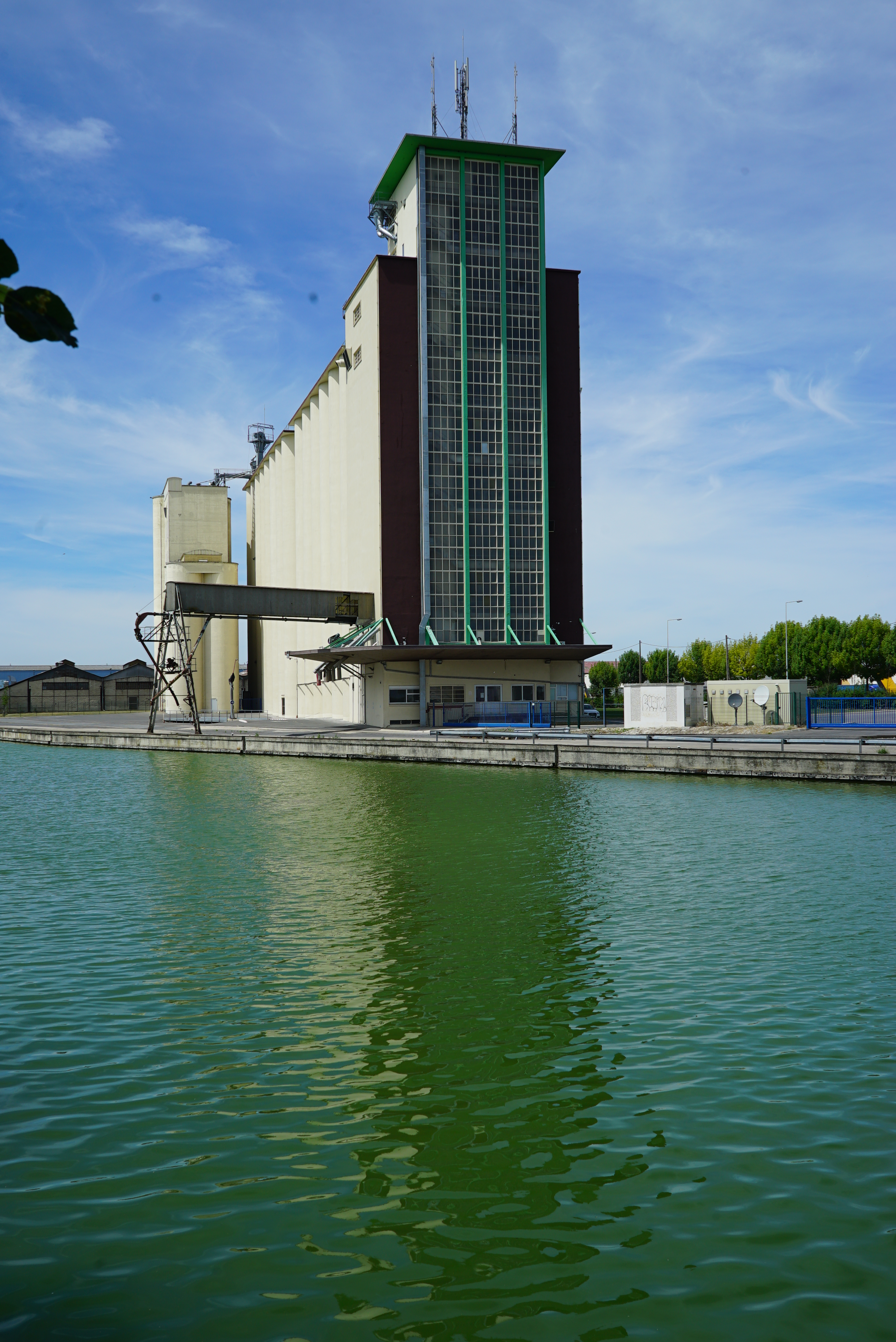
Silo Vivescia.

### Équipe
Actuellement, 10 personnes se partagent toutes les activités du port, de l'administration à l'exploitation du site. Elles sont salariées de la Chambre de commerce et d’industrie Marne en Champagne.

### Réseaux de transports connexes
L’Embranchements ferroviaires et desserte industrielle (EFDI) est un service de la chambre de commerce et d’industrie Marne en Champagne qui gère l’installation terminale embranchée(ITE) reliant le réseau SNCF aux entreprises raccordées. Une équipe de 10 personnes est chargée du service aux entreprises usagers. Sur le site portuaire, le magasinage et la manutention sont assurés par les entreprises privées qui y sont installées.
Le raccordement ferroviaire du Port de Reims à la SNCF est réalisé par l’intermédiaire d’une ITE de 6 km dont la desserte est assurée par le service de l’EFDI. Trois locotracteurs permettent de former des trains complets et des rames techniques sur zones banales fer – route – voie d’eau.